# Tung motorcykel
Som tung motorcykel klassas motorcyklar som har en effekt över 35 kW eller ett förhållande mellan nettoeffekt och tjänstevikt som överstiger 0,2 kilowatt/kg.